# Elam (personaggio biblico)
Elam (ebraico עֵילָם ’Elam) nella Bibbia (Genesi 10:22, Esdra 4: 9) è uno dei figli di Sem, figlio di Noè. Il nome è anche usato per l'antico paese di Elam in quello che oggi è il sud dell'Iran, la cui gente gli ebrei ritenevano essere la progenie di Elam figlio di Sem (Genesi 10:22). Ciò implica che gli Elamiti fossero considerati semiti dagli ebrei. In realtà, la loro lingua non era una delle lingue semitiche, ma è considerata una lingua isolata.
La nazione di Elam è menzionata in Genesi 14, che descrive un'antica guerra al tempo di Abramo, che coinvolge Chedorlaomer, il re di Elam a quel tempo.
Le profezie del Libro di Isaia (11:11, 21: 2, 22: 6) e del Libro di Geremia (25:25) menzionano Elam. L'ultima parte di Geremia 49 è un oracolo apocalittico contro Elam che afferma che Elam sarà disperso ai quattro venti della terra, ma "sarà, alla fine dei giorni, che restituirò la loro prigionia", una profezia risalente al primo anno di Sedecia (597 a.C.).
Il Libro dei Giubilei può riflettere l'antica tradizione, quando menziona un figlio (o figlia, in alcune versioni) di Elam, Susan, la cui figlia Rasuaya sposò Arpacsad, progenitore di un altro ramo dei semiti. Shushan (o Susa) era l'antica capitale dell'impero elamico. (Dan. 8: 2)